# Li Lanqing

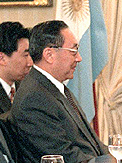
Li Lanqing (1997)

Li Lanqing (chinesisch 李嵐清 / 李岚清, Pinyin Lǐ Lánqīng; * 22. Mai 1932 in Zhenjiang, Provinz Jiangsu, China) ist ein chinesischer kommunistischer Politiker, ehemaliger Stellvertretender Ministerpräsident und ehemaliges Mitglied des Ständigen Ausschusses des Politbüros der Kommunistischen Partei Chinas.

## Studium und berufliche Tätigkeiten
Nach dem Abschluss seines Studiums an der Fudan-Universität von Shanghai wurde er 1952 Mitarbeiter des Automobilwerkes No. 1 in Changchun in der Provinz Jilin. Im September 1952 trat er auch der Kommunistischen Partei Chinas bei. Anschließend war er von 1956 bis 1957 Trainee bei Automobilwerken wie Gorkowski Awtomobilny Sawod in der Sowjetunion. Nach seiner Rückkehr aus der UdSSR wurde er 1957 Chef der Planungsabteilung des Automobilwerks No. 1.
Zwischen 1959 und 1981 war er Mitarbeiter verschiedener staatlicher Automobilwerke, der Staatlichen Wirtschaftskommission sowie des 1. Ministerium der Maschinenbauindustrie.
1981 wurde er Chef des Amtes für Regierungsanleihen der Staatlichen Verwaltungskommission für Import und Export. Bereits ein Jahr später wurde er Direktor des Verwaltungsbüros für Investitionen im Ausland im Ministerium für Außenwirtschaftsbeziehungen und Außenhandel. Wiederum ein Jahr später wurde Li 1983 Stellvertretender Bürgermeister von Tianjin.

## Minister und Politbüromitglied
Im Anschluss daran war er zwischen 1986 und 1990 Vizeminister für Außenwirtschaftsbeziehungen und Außenhandel. Als solcher war er maßgeblich verantwortlich für die Beitrittsbemühungen Chinas zur Welthandelsorganisation (WTO), die schließlich 2001 zum Beitritt führten.
Auf dem 13. Parteitag der KPCh wurde er 1987 zum Kandidaten von deren Zentralkomitee (ZK) gewählt. Von 1990 bis 1992 war er selbst Minister für Außenwirtschaftsbeziehungen und Außenhandel.
Auf dem 14. Parteitag der KPCh 1992 erfolgte 1992 seine Wahl zum Mitglied des ZK und des Politbüro gewählt. Zugleich war er 1992 bis 1993 Stellvertretender Direktor des Staatlichen Amtes für Wirtschaft und Handel.

## Stellvertretender Ministerpräsident und Aufstieg zum Mitglied des Ständigen Ausschusses des Politbüros
Li wurde 1993 Stellvertretender Ministerpräsident. Als solcher wurde er 1995 Vorsitzender des Staatlichen Komitees zur Verleihung akademischer Grade, 1998 Stellvertretender Vorsitzender der Staatlichen Lenkungsgruppe für Wissenschaft, Technologie und Erziehung. Darüber hinaus erfolgte ebenfalls 1998 seine Berufung zum Direktor des Nationalkomitees für Öffentliche Gesundheitskampagnen.
Auf dem 15. Parteitag der KPCh wurde er 1997 zum Mitglied des Ständigen Ausschusses des Politbüros der Kommunistischen Partei Chinas und setzte sich gegen den Wunschkandidaten des damaligen Generalsekretär der Kommunistischen Partei Chinas Jiang Zemin, Huang Ju, durch. Damit gehörte er dem engsten Führungskreis der KPCh an. Auf dem 16. Parteitag der KPCh 2002 schied er aus seinen Ämtern aus. 2003 schied er schließlich auch aus seinen Regierungsämtern aus.